# Epiphragma fuscodiscale
Epiphragma fuscodiscale là một loài ruồi trong họ Limoniidae. Chúng phân bố ở miền Australasia.